# Lawndale (Caroline du Nord)

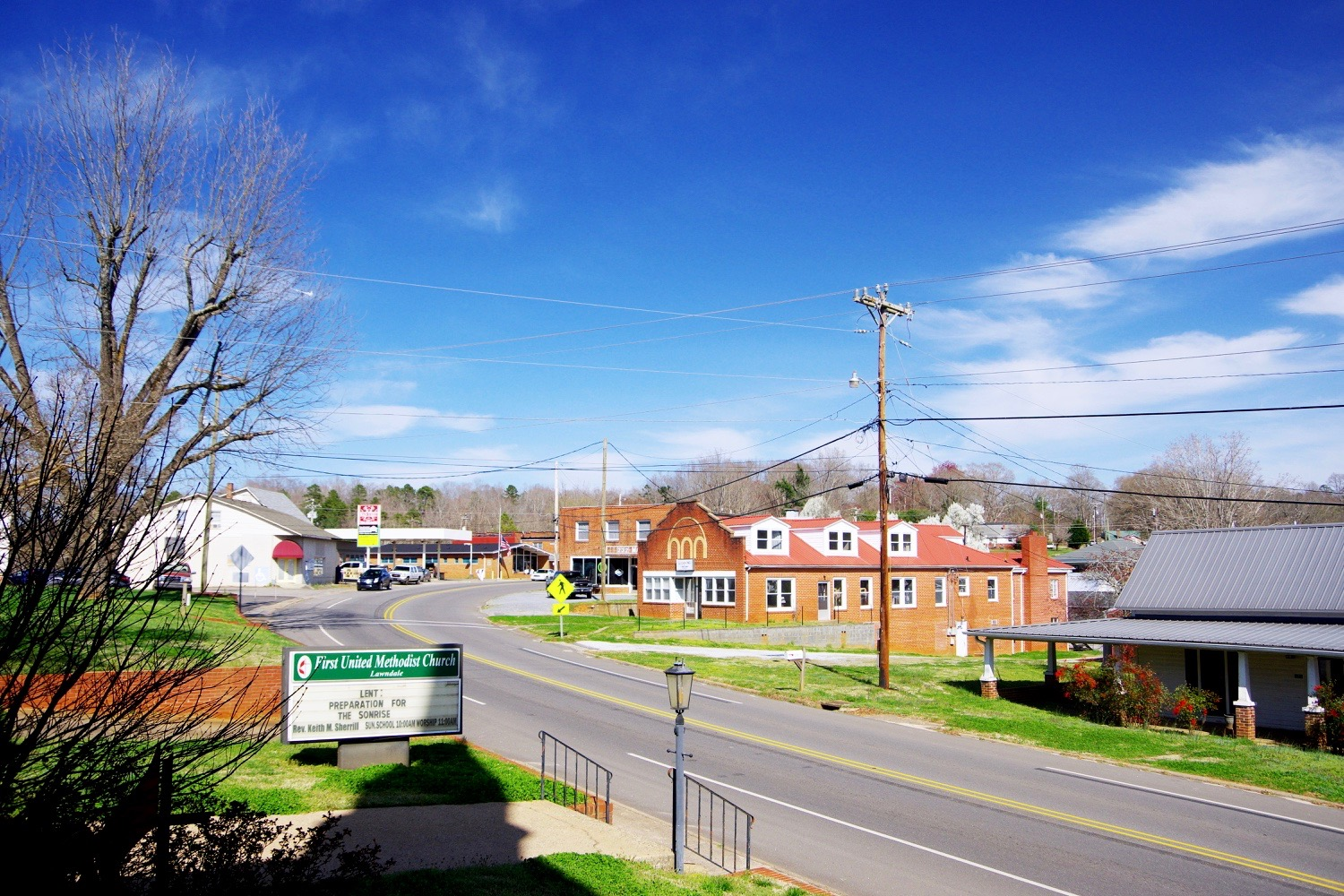
Rue Main

Pour les articles homonymes, voir Lawndale.
Lawndale est une ville américaine située dans le comté de Cleveland, dans l'État de Caroline du Nord. En 2010, sa population était de 606 habitants.

## Démographie
| 1910 | 1920 | 1930 | 1940  | 1950 | 1960 |
| ---- | ---- | ---- | ----- | ---- | ---- |
| 568  | 774  | 728  | 1 006 | 964  | 723  |

| 1970 | 1980 | 1990 | 2000 | 2010 | - |
| ---- | ---- | ---- | ---- | ---- | - |
| 544  | 469  | 573  | 642  | 606  | - |

## Source de la traduction
- (en) Cet article est partiellement ou en totalité issu de l’article de Wikipédia en anglais intitulé « Lawndale, North Carolina » (voir la liste des auteurs).